# Procladius bifida
Procladius bifida är en tvåvingeart som först beskrevs av Garrett 1925.  Procladius bifida ingår i släktet Procladius och familjen fjädermyggor.
Artens utbredningsområde är British Columbia. Inga underarter finns listade i Catalogue of Life.